# Adam Watt
Adam Watt est un boxeur pieds-poings australien né le 10 octobre 1967.
Comptant à son actif 47 combats en kick-boxing dont 16 dans les règles du K-1, Adam a également combattu en boxe anglaise devenant notamment champion d'Australie et d'Asie dans la catégorie lourds-légers. Il a ainsi livré 18 combats professionnels dans cette discipline pour un bilan honorable de 14 victoires contre 4 défaites.

## Palmarès

### Palmarès en K-1
- Finaliste du K-1 World GP Osaka 2001
- Vainqueur du K-1 World GP Melbourne 2002
- 37 victoires / 10 défaites

Quelques victoires :
- 25/06/93 contre l'américain Lavelle Robinson par décision au 5e round
- 04/09/93 contre le néerlandais Gerard Gordeau par KO au 2e round
- 05/11/93 contre le néerlandais Jan Lomulder par KO technique au 2e round
- 19/12/93 contre le français Bob Zankifo par KO au 1er round
- 20/05/00 contre le français Fabrice Bernardin par disqualification
- 29/04/01 contre l'australien Peter Graham par KO au 2e round
- 08/10/01 contre le sud-africain Mike Bernardo par KO technique au 1er round
- 18/02/02 contre le néo-zélandais Clay Aumitagi par KO technique au 2e round
- 18/02/02 contre le néo-zélandais Jason Suttie par décision au 3e round
- 18/02/02 contre le néo-zélandais Andrew Peck par KO au 1er round

Les défaites concédées l'ont été face à Sam Greco, Ernesto Hoost, Perry Telgt, Peter Aerts, Jérôme Le Banner, Mark Hunt, Mike Bernardo et Pavel Majer.

### Palmarès en boxe anglaise
- 22/11/96 contre Phil Gregory par KO au 1er round
- 10/02/97 contre Ernie Valentine par KO au 1er round
- 02/05/97 contre Joe Kingi par KO technique au 3e round
- 12/09/97 contre Netani Ledua par KO au 1er round
- 06/12/97 contre Kevin Wagstaff par KO au 1er round
- 28/02/98 contre Dean Turvey par KO au 2e round
- 27/08/98 contre Simon Whiu par KO au 3e round
- 16/01/99 contre Phil Gregory par KO technique au 3e round
- 05/08/99 contre Phil Gregory par KO au 2e round
- 17/09/99 contre Mosese Sorovi par KO technique au 1er round
- 16/10/99 contre Lightning Lupe par KO technique au 4e round
- 04/02/00 contre Caine Melbourne par KO au 3e round
- 24/03/00 contre Tasis Petridis par KO technique au 7e round
- 24/06/00 contre Bruce Scott par KO technique au 4e round

Champion d'Asie OPBF des lourds-légers en 1999 et 2000, il s'incline contre Johnny Nelson pour le gain de la ceinture mondiale WBO le 7 octobre 2000.